# لافي فهد اللافي
لافي فهد اللافي الشمري مواليد دولة الكويت (1916 - 6 مايو 2016) ، نائب سابق شارك في انتخابات مجلس الامة الكويتي في فصله التشريعي الثاني عام 1967 عن الدائرة الثالثة (الشويخ) وجاء بالمركز الرابع وحصل علي (749) صوت ونجح بالانتخابات، وكان لافي اللافي قبل دخوله المعترك السياسي يشغل وظيفة مختار منطقة الجهراء وهو يعتبر (أول مختار للمنطقة) ، كما انه انتخب عضوا للمجلس البلدي .